# Хастах-Ари
Хаста́х-Ари́ (рос. Хастах-Ары) — невеликий острів в Оленьоцькій затоці моря Лаптєвих. Територіально відноситься до Якутії, Росія.
Розташований в центрі затоки, в дельті річки Оленьок. Знаходиться на схід від острова Джангилах, від якого відмежовується вузькою протокою, біля південно-східного краю розташований острів Ісай-Бьолькьойо. Острів має трикутну форму, простягається з півночі на південь. Висота до 2 м на сході. Вкритий болотами, має 9 невеликих озер, на сході — піски. Зі східного та південного боків оточений мілинами.
| Росія | Це незавершена стаття з географії Росії. Ви можете допомогти проєкту, виправивши або дописавши її. |